# Danuta Lipowska
Danuta Lipowska, po mężu Szaniecka (ur. 1931 w Krakowie) – polska koszykarka, występująca na pozycji rozgrywającej, reprezentantka Polski, multimedalistka mistrzostw Polski.

## Osiągnięcia
Na podstawie, o ile nie zaznaczono inaczej.
Drużynowe
- Mistrzyni Polski (1959)[3]
- Wicemistrzyni Polski (1958, 1960–1962)
- Brązowa medalistka mistrzostw Polski (1955, 1957)
- Uczestniczka międzynarodowych rozgrywek Pucharu Europy Mistrzyń Krajowych (1959/1960 – TOP 8)

Indywidualne
- Mistrzyni Sportu[4]

Reprezentacja
- Uczestniczka mistrzostw Europy (1958 – 5. miejsce)[5]